# Peu de rata groc
El peu de rata groc (Ramaria aurea) és una espècie de bolet de l'ordre dels gomfals (Gomphales). És comestible però difícil de diferenciar d'espècies tòxiques.

## Descripció
És un bolet molt ramificat en forma de corall, que pot fer entre 8 i 14 cm d'alçària i uns 20 cm d'amplada per. Rames gruixudes, cilíndriques, molt ramificades. De color groc, després ocre. Peu gruixut, canós, groc pàl·lid. Carn blanca.

## Hàbitat
En pinedes, d'estiu a tardor.

## Gastronomia
Cuit, és comestible, sempre que sigui jove i eliminant les ramificacions. Tampoc pot estar podrida ni plena d'aigua. Aquestes recomanacions es poden estendre a la resta de peus de rata (Ramaria) o altres bolets del gènere Clavaria comestibles, com el peu de rata rosat (Ramaria botrytis) o el peu de rata blanc (Ramaria flava).

## Perill de confusió
És difícil de diferenciar d'altres espècies molt semblants com el peu de rata bord (Ramaria formosa), que és tòxic i pot originar greus diarrees.